# Zaki Cohen
Pour les articles homonymes, voir Cohen.
 (avril 2023).
Zaki Cohen (en arabe زكي كوهن ; né en 1829 à Alep dans l'Empire ottoman) est un grand-rabbin de la communauté israélite à Beyrouth au Liban. Il fonde en 1875 la première école israélite à Beyrouth, où il assume les fonctions de directeur. L'école portera son nom et n'en continuera pas moins à fonctionner jusqu'en 1899, date à laquelle l'école est supplantée par le collège de l'Alliance israélite universelle de Beyrouth. Zaki Cohen décède à Alexandrie en Égypte en 1904.